# 托马斯·克莱舒曼
湯瑪斯·柯瑞奇曼（德语：Thomas Kretschmann，德語發音：[ˈtoːmas ˈkrɛʧman]；1962年9月8日—），是一位德国演员，最出名的作品角色有1993年电影《斯大林格勒》中的汉斯·冯·维兹兰德少尉、《戰地琴人》中的威尔姆·欧森菲德、《帝国的毁灭》中的赫爾曼·菲格萊因，2004年科幻恐怖电影《生化危机2》中保护伞公司的主管提摩西·凱恩少校（Timothy Cain）、2015年《復仇者聯盟2：奧創紀元》中的九頭蛇史特拉克男爵、2017年歷史片《我只是個計程車司機》中的于爾根·辛茲彼得記者，以及2005年翻拍电影《金刚》中的安格霍恩船长。并且为《汽車總動員2》的恣博士配音。

## 個人生活
湯瑪斯·克莱舒曼出生於東德，他18歲那年就一個人徒步跨越邊界逃到西德。他在上了三年的演技課程後參加許多舞台劇演出，但是很快就轉戰電視，於1991年以《Der Mitwisser》一片贏得好評。《史達林格勒戰役》一片中角色為他打開國際市場，隨後便陸續演出《瑪歌皇后》《司汤达综合症》《獵殺U-571》《豪邁王子》以及《刀鋒戰士2》等片。